# TIAA Bank Field
TIAA Bank Field är en arena för amerikansk fotboll, som ligger i Jacksonville i Florida. Den är i första hand hemmaarena för Jacksonville Jaguars som spelar i amerikanska högsta ligan National Football League (NFL).
Förutom att Jaguars hemmamatcher spelas på arenan, används den regelbundet för college fotball, konserter och andra evenemang. Normalt spelas det årliga mötet i college football mellan universiteten University of Florida och University of Georgia på arenan, och här spelas bowlmatchen Gator Bowl, en prestigefull match mellan två collegelag efter ordinarie säsong.
Arenan var värd för Super Bowl XXXIX år 2005 och är en av de arenor som används av USA:s herrlandslag i fotboll.
Stadion var tillfälligt värd för New Orleans Saints under NFL-säsongen 2021 efter att laget tvingats flytta från Caesars Superdome, i efterdyningarna av orkanen Ida. 

## Byggnaden
Stadion ligger centralt i Stadium District i Jacksonville, där det funnits amerikansk fotboll-planer sedan tidigt 1900-tal, och en permanent stadion, Gator Bowl Stadium, uppfördes 1927.
TIAA Bank Field öppnade 1995 som Jacksonville Municipal Stadium på platsen för den gamla Gator Bowl Stadium. Mellan åren 1997 och 2006 hade arenan namnet Alltel Stadium efter att kommunikationsföretaget Alltel köpt namnrättigheterna. EverBank köpte namnrättigheterna från 2010, i ett femårigt avtal som förlängdes med ytterligare 10 år, under namnet EverBank Field. När TIAA i sin tur köpte EverBank döptes den om till TIAA Bank Field.
I samband med att en ny stadion planerades blev det också aktuellt för NFL att utöka antal lag, och Jacksonville ansökte. När de fick tillståndet utökades också omfånget på nybygget.
När den nuvarande stadion byggdes behölls delar från föregångaren Gator Bowl Stadium. Den stadion var från 1927, men ingenting äldre än från 1984 inkorporerades i den nya stadion. Bygget startade den 3 januari 1994, och den nya stadion öppnade den 18 augusti 1995. Den totala byggtiden var mindre än 20 månader och den totala kostnaden var 134 USD miljoner där ungefär 60 miljoner tillhandahölls av staden Jacksonville. Stadion invigdes med en uppvisningsmatch mellan Jaguars och St. Louis Rams 18 augusti 1995 och Jaguars inledde sin första ordinarie säsong i NFL med en match mot Houston Oilers 3 september 1995. En match de vann med 10-3.